# Negayan excepta
Negayan excepta är en spindelart som först beskrevs av Albert Tullgren 1901.  Negayan excepta ingår i släktet Negayan och familjen spökspindlar. Inga underarter finns listade i Catalogue of Life.